# Tré Cool
Tré Cool, pseudonimo di Frank Edwin Wright III (Francoforte sul Meno, 9 dicembre 1972), è un batterista statunitense.
È un membro del gruppo pop punk Green Day.

## Biografia

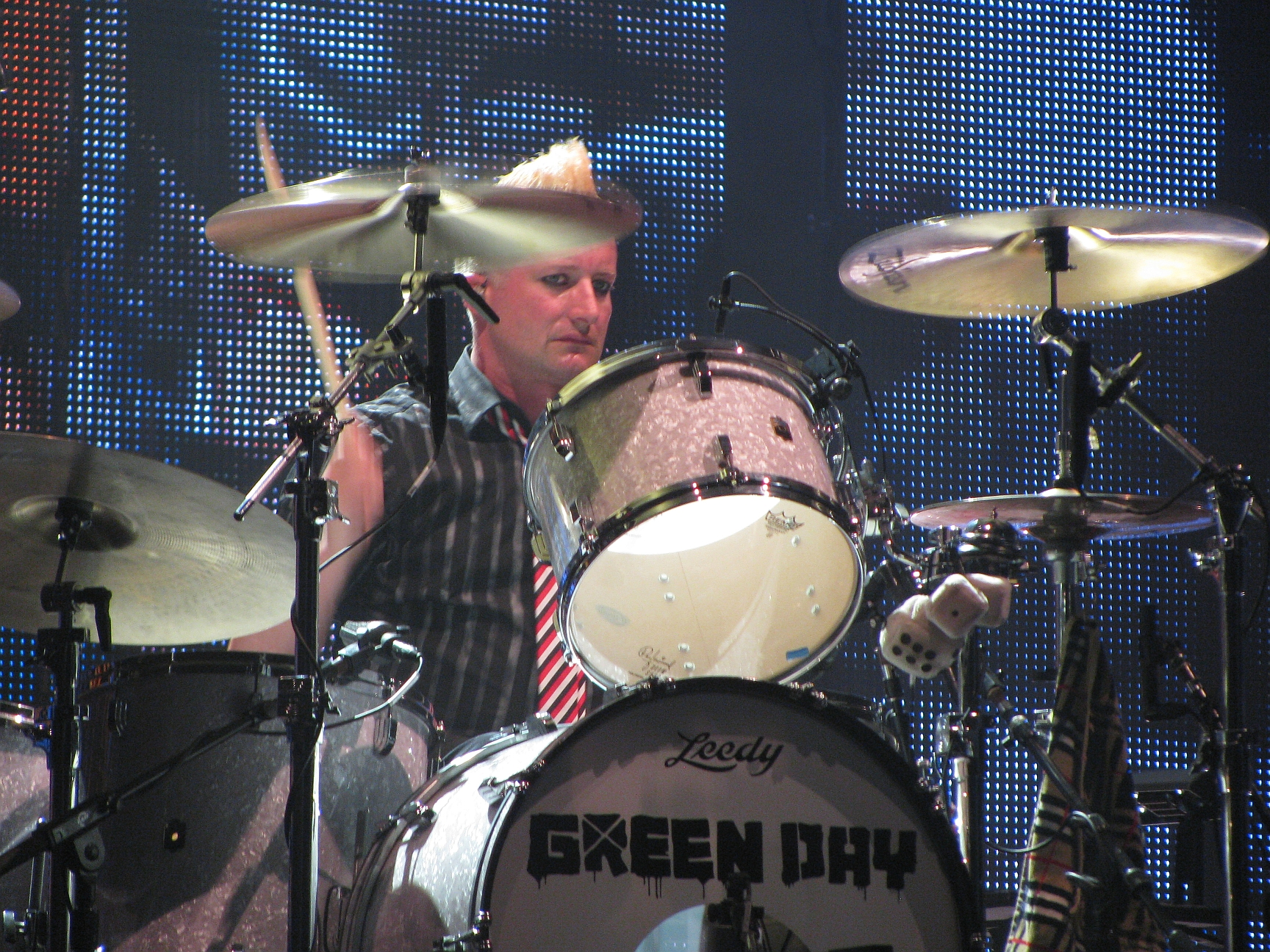
Tré Cool durante un concerto del 21st Century Breakdown World Tour

Nasce nel 1972 a Francoforte sul Meno, ma cresce a Willits, in California, dove si trasferisce a sei anni con il padre e la sorella maggiore, Lori. Il padre, pilota di elicotteri nella guerra in Vietnam, costruisce alcune case ad Iron Peak, tra cui quella di Larry Livermore, il fondatore della Lookout! Records. A dodici anni si unisce ad una band di Livermore, i Lookouts, che nel 1988 suonano ad un concerto scolastico insieme ad un'altra band, Sweet Children, che successivamente cambia il suo nome in Green Day.
Dopo lo scioglimento dei Lookouts, nel 1990, Tré entra a far parte dei Green Day, sostituendo il primo batterista della band Al Sobrante (vero nome John Kiffmeyer, di cui Tré era l'ex maestro), che lascia la band per studiare. Billie Joe ha detto che lui e Mike incontrarono per la prima volta Tré mentre faceva l'autostop. Billie notò subito che aveva dei tamburi e si ricordò che era il batterista dei Lookouts, ma siccome ricordava di averlo visto suonare la batteria tutto vestito da clown, pensò che sarebbe stato di sicuro un grande batterista per il solo fatto che era vestito così. Da quel momento Tré fece parte dei Green Day. Lo pseudonimo è composto dalle parole très ("molto" in francese) e cool ("figo" in inglese), e gli venne dato da Livermore per via del suo suffisso III (pronuncia three), da cui très.

## Vita privata
Tré Cool ha tre figli: Ramona, chiamata così per omaggiare Joey Ramone (suo eroe), nata nel gennaio 1995, avuta dalla prima ex-moglie Lisea Lyons, e Frankito, nato nel settembre del 2001 da Claudia, sposata nel maggio del medesimo anno, dalla quale ha poi divorziato. L'11 ottobre 2014 si è sposato con Sara Rose dopo un anno di fidanzamento, e la coppia ha avuto un figlio nel dicembre del 2018.

## Strumentazione
Tré Cool usa batterie di differenti marche. In questo momento utilizza batterie SJC Custom Drums e piatti Zildjian A-Custom. Nel passato, ha usato batterie Ayotte, DW, Ludwig, Slingerland, Leedy e Gretsch.
Bacchette: Zildjian Tre Cool Signature(ASTR)

## Discografia

### Green Day
- 1992 - Kerplunk - voce e chitarra in Dominated Love Slave
- 1994 - Dookie - voce e chitarra in All By Myself (traccia nascosta)
- 1995 - Insomniac
- 1997 - Nimrod
- 2000 - Warning
- 2001 - International Superhits!
- 2002 - Shenanigans
- 2004 - American Idiot - voce in Homecoming, parte 4 Rock And Roll Girlfriend
- 2009 - 21st Century Breakdown
- 2011 - Awesome as Fuck
- 2012 - ¡Uno!
- 2012 - ¡Dos!
- 2012 - ¡Tré!
- 2016 - Revolution Radio
- 2020 - Father of All Motherfuckers
- 2024 - Saviors

### The Network
- 2003 - Money Money 2020
- 2020 - Money Money 2020 Part II

### Foxboro Hot Tubs
- 2008 - Stop Drop and Roll

### Altre apparizioni
Serie TV
- 1997 - King of the Hill
- 2003 - Riding in Vans with Boys
- 2005 - Bullet in a Bible
- 2006 - Live Freaky! Die Freaky!
- 2007 - I Simpson - Il film
- 2011 - Awesome as Fuck

Videogame
- 2010 - Green Day: Rock Band